# Kajiyama Yōhei
Kajiyama Yōhei (梶山 陽平 sinh ngày 24 tháng 9 năm 1985 ở Tokyo, Nhật Bản) là một cầu thủ bóng đá người Nhật Bản.

## Sự nghiệp
Kajiyama là cầu thủ chủ nhịp đầy tài năng với khả năng chuyền và kiểm soát cũng như dứt điểm bằng cả hai chân.  Anh là thành viên của đội tuyển Nhật Bản tham dự vòng chung kết ở Thế vận hội Mùa hè 2008 finals.  Ngày 6 tháng 8 năm 2013, anh gia nhập Oita Trinita theo dạng cho mượn nửa năm từ FC Tokyo.

## Thống kê sự nghiệp câu lạc bộ
Cập nhật đến ngày 23 tháng 2 năm 2017.
| Câu lạc bộ    | Mùa giải | Giải vô địch | Giải vô địch | Cúp Hoàng đế Nhật Bản | Cúp Hoàng đế Nhật Bản | J. League Cup | J. League Cup | Châu lục1 | Châu lục1 | Tổng    | Tổng      |
| Câu lạc bộ    | Mùa giải | Số trận      | Bàn thắng    | Số trận               | Bàn thắng             | Số trận       | Bàn thắng     | Số trận   | Bàn thắng | Số trận | Bàn thắng |
| ------------- | -------- | ------------ | ------------ | --------------------- | --------------------- | ------------- | ------------- | --------- | --------- | ------- | --------- |
| FC Tokyo      | 2003     | 3            | 0            | 1                     | 0                     | 3             | 0             | –         | –         | 7       | 0         |
| FC Tokyo      | 2004     | 16           | 2            | 1                     | 0                     | 5             | 2             | –         | –         | 22      | 4         |
| FC Tokyo      | 2005     | 26           | 2            | 2                     | 0                     | 1             | 0             | –         | –         | 29      | 2         |
| FC Tokyo      | 2006     | 30           | 3            | 2                     | 1                     | 5             | 1             | –         | –         | 37      | 5         |
| FC Tokyo      | 2007     | 24           | 1            | 2                     | 1                     | 6             | 0             | –         | –         | 32      | 2         |
| FC Tokyo      | 2008     | 28           | 1            | 4                     | 1                     | 5             | 0             | –         | –         | 37      | 2         |
| FC Tokyo      | 2009     | 31           | 2            | 3                     | 1                     | 10            | 1             | –         | –         | 44      | 4         |
| FC Tokyo      | 2010     | 24           | 2            | 3                     | 0                     | 6             | 1             | 1         | 0         | 34      | 3         |
| FC Tokyo      | 2011     | 34           | 6            | 6                     | 0                     | –             | –             | –         | –         | 40      | 6         |
| FC Tokyo      | 2012     | 26           | 2            | 1                     | 0                     | 3             | 1             | 4         | 1         | 34      | 4         |
| Panathinaikos | 2012-13  | 7            | 0            | 0                     | 0                     | –             | –             | –         | –         | 7       | 0         |
| FC Tokyo      | 2013     | 0            | 0            | 0                     | 0                     | 0             | 0             | –         | –         | 9       | 1         |
| Oita Trinita  | 2013     | 9            | 1            | 0                     | 0                     | 0             | 0             | –         | –         | 9       | 1         |
| FC Tokyo      | 2014     | 7            | 0            | 0                     | 0                     | 1             | 0             | –         | –         | 8       | 0         |
| FC Tokyo      | 2015     | 18           | 0            | 0                     | 0                     | 0             | 0             | –         | –         | 18      | 0         |
| FC Tokyo      | 2016     | 14           | 0            | 1                     | 0                     | 2             | 0             | 0         | 0         | 17      | 0         |
| U-23 FC Tokyo | 2016     | 3            | 0            | –                     | –                     | –             | –             | –         | –         | 3       | 0         |
| Tổng          | Tổng     | 300          | 22           | 26                    | 4                     | 47            | 6             | 5         | 1         | 378     | 33        |

1Bao gồm Giải vô địch bóng đá các câu lạc bộ châu Á và Giải bóng đá vô địch Suruga Bank.

## Danh hiệu
F.C. Tokyo
- J2 League (1): 2011
- Cúp Hoàng đế Nhật Bản (1): 2011
- J. League Cup (2): 2004,  2009
- Giải bóng đá vô địch Suruga Bank (1): 2010